# Rueda de Jalón
Rueda de Jalón és una petita població a la vora del riu Jalón, prop d'Epila. Del 1110 al 1140 va constituir un emirat independent amb les terres veïnes sota el nom d'emirat de Ruta, (que era el nom àrab de Rueda). El 1140 el seu emir el va cedir a Castella.